# Arheologie maritimă
Arheologia maritimă este disciplina care studiază interacțiunea dintre om și mare, lacuri sau râuri prin studiul vaselor, malurilor sau a zonelor locuite aflate în prezent sub apă. Acestă disciplină cuprinde la randul său:
- Arheologia subacvatică, care studiază trecutul prin intermediul siturilor scufundate
- Arheologia nautică, care studiază construcția bărcilor, vaselor precum și utilizarea acestora.

Arheologia maritimă are trei mari deosebiri față de arheologia practicată pe uscat:
- obiectele descoperite, chiar materii organice sunt uneori mult mai bine păstrate în apă sau în sedimente umede; 
- siturile scufundate în special epavele fac obiectul unei cercetări de salvare pentru a prevenii distrugerea siturilor de către căutătorii de comori; 
- iar cea de-a treia diferență constă în faptul ca siturile scufundate în catastrofe seismice sau epavele reprezintă un moment mai exact în timp față de siturile create prin acumulări de materiale într-o perioadă lungă de timp.

## Contactul dintre apă și uscat
De multe ori în decursul istoriei calătoriile pe apă au fost mai simple în comparație cu cele pe uscat. Ca rezultat au fost construite canale de navigație, iar râurile și mările au devenit rute comerciale pentru civilizațiile istorice și antice.
De exepmplu Marea Mediterană era considerată de către romani o mare internă datorită raspândirii romanilor pe coastele acesteia. Scrierile antice, precum și  situri arheologice ca porturile, vasele romane permit studiul comerțului în mediterana acele perioade.
În epocile mai târzii unele țări cu tradiție în navigație cum ar fi Marea Britanie, Spania au stabilit colonii pe alte continente. Studii de arheologie maritimă combinate cu documentele istorice și cultura materială oferă o imagine mai detalitată asupra evoluției economice, sociale și politice a trecutului.

## Situri subacvatice

### Situri preistorice
Arhologia maritimă studiază obiecte și situri preistorice care datorită schimbărilor climatice sau geologice se află sub apă.
În general locuirea preistorică se află concentrată în apropierea surselor de apă. Datorită ultimei glaciațiuni nivelul mării a crescut cu aproximativ 75 de metri.
Inundarea regiunii cunoscută astăzi ca Marea Neagră ca urmare a pătrunderii apei Mării Mediterane în regiune a inundat probabil un foarte mare număr de situri arheologice.
O mare parte a artei rupestre din Europa de Vest se poate astăzi studia doar subacvatic.

### Situri istorice
De-a lungul istoriei evenimente seismice au dus la scufundarea unor așezări umane. Rămășițele unor astfel de catastrofe se întâlnesc în toată lumea iar astfel așezări cum ar fi: Alexandria sau Port Royal au devenit importante situri arheologice. La fel ca în cazul epavelor, cercetarea arheologică se desfășoară pe mai multe planuri cercetându-se structura peisajului, urme ale catastrofelor, faze de reconstrucție.

## Situri aflate în zone de coastă sau maluri
Nu toate siturile maritime se află sub apă. Există numeroase structuri aflate în zone de coastă sau maluri. Printre acestea se numără: porturi și instalații portuare, poduri, ramașițe ale activităților piscicole, sau vase abandonate pe țărmuri. 
Există situri arheologice care se regăsesc astăzi în zone de tărmuri în vreme ce în perioada când au fost utilizate se aflau pe uscat. Un astfel de exemplu este Seahenge, sit aparținând epocii bronzului.

## Vase și epave
Arheologia epavelor poate fi împărțită în trei etape principale ale cercetării. O primă etapă o constituie modul în care un vas a eșuat: cum s-a scufundat, cum s-a raspândit în jurul ei încărcătura, cum a evoluat mediul înconjurator al epavei? O a doua etapă a cercetării studiază epava ca parte a unui sistem militar sau comercial. O a treia etapă se studiază cultura constructorilor vasulului.
Vasele nu sunt neapărat scufundate datorită unor activitați militare sau evenimente catastrofale. Unele sunt intenționat abandonate sau trecute definitiv pe uscat.

### Epoca bronzului
Cele mai timpurii epave descoperite se datează în epoca bronzului. Epavele descoperite au fost păstrate în sedimente pe fundul apei sau în zone umede pe uscat cum ar fi desoperirea unei canoe lângă St Botolphs.  
Epavele naufragiate pe mare nu s-au păstrat, însă s-a păstrat încărcătura acestora (mai ales obiectele de metal sau piatră). Cea mai răspândită tehnică de construcție a vaselor din epoca bronzului este îmbinarea unor scânduri de mari dimensiuni de exemplu epavele: Salcombe B sau Uluburun.

## Arheologia maritimă pe regiuni

### Zona mediterană
În zona Mării Mediterane există o mare varietate de situri. Cele mai timpurii sunt epave feniciene datate în anul 750 î.Hr. încărcate cu amfore cu vin descoperite de Robert Ballard în 1999. Multe descoperiri din mare sau anumite lacuri italiene, cum ar fi Nemi, sunt extrem de prețioase în înțelegerea civilizațiilor romane, feniciene sau etrusce.

### Situri subacvatice istorice și preistorice
- Alexandria
- Port Royal
- Port Julius Arhivat în 28 septembrie 2007, la Wayback Machine. la Puteoli

### Arheologia costelor și malurilor
- Seahenge

### Vase celebre
- North Ferriby
- Uluburun  epavă datată în secolul XIV î.Hr. (epoca bronzului)
- Cape Gelidonya  epavă datată în aprox. 1200 î.Hr. (epoca bronzului)

### General
- Institute of Nautical Archaeology Arhivat în 3 iulie 2006, la Wayback Machine.
- Nordic Underwater Archaeology
- Centre for Historical and Maritime Archaeology, University of Bristol Arhivat în 25 noiembrie 2007, la Wayback Machine.
- Flinders University Maritime Archaeology Program Arhivat în 5 iulie 2006, la Wayback Machine.
- Cod de etică al arheologiei maritime australiene Arhivat în 15 iunie 2006, la Wayback Machine.
- "Epave"  în Stillwell, Richard, William L. MacDonald, Marian Holland McAllister, eds. Princeton Encyclopedia of Classical Sites, 1976, Include o listă alfabetică a epavelor cunoscute din antichitatea clasică[nefuncțională]

### Legături despre vase
- Vasul de epoca bronzului descoperit la Dover
- Muzeul din Dover Arhivat în 28 iunie 2006, la Wayback Machine.
- O canoe din epoca bronzului descoperită la St Botolphs - secolul XV î.Hr.